# Aus vergilbten Pergamenten
Aus vergilbten Pergamenten. Eine Folge von Tagebüchern, Briefen und Berichten aus der Napoleonischen Epoche ist eine von dem deutschen Schriftsteller Theodor Rehtwisch (1864–1912) herausgegebene Buchreihe mit Zeitzeugenberichten aus der napoleonischen Epoche. Sie erschien in Leipzig im Verlag Georg Wigand 1910 bis 1912. Sie umfasst zwölf Bände. Der Herausgeber starb 1912 in Berlin.

## Übersicht
- 1 Mit Napoleon im Felde. Otto von Odeleben. 1910
- 2 Aus meinem Soldatenleben. Karl von Suckow. 1910
- 3 Aus dem Tagebuch eines Freiwilligen. Bilder aus den Jahren 1813 und 1814. 1910
- 4 Im Dienste König Friedrich Wilhelm des Dritten. Wilhelm Ludwig Viktor Henckel von Donnersmarck. 1910
- 5 Denkwürdigkeiten aus dem Feldzug in Spanien in den Jahren 1810 u. 1811 mit dem Herzogl. Sächs. Kontingent. Karl Geissler, Großherzogl. Sächs. Militärwundarzt. 1910
- 6 Meine Wanderungen u. Wandlungen mit dem Reichsfreiherrn vom Stein. Ernst Moritz Arndt. 1910
- 7 Was ich erlebte. Henrik Steffens. 1910
- 8 Briefe in die Heimat geschrieben während des Feldzugs 1812 in Russland. Friedrich Wilhelm von Loßberg. 1910
- 9 Erinnerungen aus den Kriegszeiten 1806-1813. Friedrich von Müller. 1910
- 10 Vor hundert Jahren. Tagebuch des Kgl. Württemb. Leutnants Christian von Martens über den Feldzug 1813. Christian von Martens. 1912
- 11 Unter der Fahne des Schwarzen Herzogs anno 1809. Friedrich Ludwig von Wachholtz. 1912
- 12 Die Hansestädte unter dem Kaiserreich Napoleons. 1912